# Metamonada
Metamonada são um grande grupo de protozoários flagelados. A sua composição não está ainda inteiramente estabelecida, mas incluem os Retortamonadida, Diplomonadida, Parabasalia e possivelmente os Oxymonadida. Estes quatro grupos são todos anaeróbios, ocorrendo principalmente como simbiontes de animais.

## Caracterísiticas
Um número de Parabasalia e Oxymonadida podem ser encontrados do sistema digestivo de térmitas, tendo um papel importante na degradação da celulose encontrada na madeira. Outros são parasitas.
Estes flagelados são pouco usuais pelo facto de não possuírem mitocôndrias. Originalmente, eram considerados entre os mais primitivos eucariotas, divergindo dos outros antes do aparecimento das mitocôndrias. No entanto, sabe-se que perderam as mitocôndrias secundariamente, retendo organelos e genes nucleares derivados delas. Relíquias de mitocôndrias incluem hidrogenossomas, que produzem hidrogénio, e pequenas estruturas denominadas mitossomas.
Todos estes grupos estão unidos por terem flagelos ou corpos basais em característicos grupos de quatro, muitas vezes associados com o núcleo celular, formando uma estrutura denominada cariomastigonte.

## Classificação
Este grupos fazem parte dos excavados, um supergrupo eucariota. As suas relações são incertas, e não aparecem sempre juntos em árvores moleculares. É possível que os Metamonada como definidos aqui não formem um subgrupo monofilético.